# Títol de transport electrònic
Un títol de transport electrònic està constituït per una smartcard (amb contacte, contactless o híbrida) oportunament homologada per ser adoptada en els sistemes de bitlletatge electrònic establerts en els diferents entorns del transport públic.
En general, cal que les smartcard adoptades en aquests sistemes respectin els següents estàndards internacionals:
- ISO 7816 per a la interfície amb contacte;
- ISO 14443 per a la interfície contactless (usada en les contactless smartcard);
- ISO 15408 pels requisits de seguretat;
- ISO 15693 per a les vicinity card;
- ENV 1545 per la descripció de l'estructura de dades utilitzada en les aplicacions del transport públic;
- EMV 3.1.1 per a la compatibilitat amb les especificacions bancaries en el cas de targetes amb contacte.

En el cas d'utilització de títols magnètics, han de respectar l'estàndard ISO 15457 (EN 753).